# راي بريدويل وايت
راي بريدويل وايت (بالإنجليزية: Ray Bridwell White)‏ هو قسيس أمريكي، ولد في 24 أغسطس 1892 في دنفر في الولايات المتحدة، وتوفي في 6 نوفمبر 1946 في Zarephath, New Jersey ‏ في الولايات المتحدة.